# Aisha Sultán Begum
Aisha Sultán Begum fue reina consorte del valle de Ferganá y Samarcanda como primera esposa del emperador Babur, fundador del Imperio mogol y primer emperador mogol. Aisha fue una princesa de la dinastía timúrida, siendo la tercera hija del tío paterno de Babur, el sultán Ahmed Mirza, rey de Samarcanda y de Bujará.

## Familia
Aisha nació en el seno de la dinastía timúrida, siendo la tercera hija de Ahmed Mirza, rey de Samarcanda y de Bujará, y de su esposa Qutaq Begum. Su padre era el hijo mayor y sucesor de Abu Said Mirza, emperador del Imperio timúrida. Entre los tíos paternos de Aisha destacó Umar Sheikh Mirza, y entre sus primo-hermanos su futuro esposo, Babur, y la hermana de este Khanzada Begum.

## Matrimonio
En su infancia, Aisha fue prometida a su primo Babur, en el año 1488 en Samarcanda, cuando éste sólo tenía 5 años. Babur era el hijo mayor de su tío paterno, Umar Sheikh Mirza, y de su tía Qutlugh Nigar Begum. Aisha y Babur se casaron once años más tarde, en el año 1499 en Khodjent y, posteriormente, se unió a él en Ferganá, donde Babur había sucedido a su padre como rey del valle de Ferganá después de su muerte. La joven reina encontró en su marido a un amante tímido. Babur se mantuvo con ella muy tímido durante el comienzo de su matrimonio y sólo la visitaba una vez cada diez o quince días y, después de la noche de bodas, su timidez se incrementó.
A partir de entonces, la suegra de Aisha, Qutlugh Nigar Khanum, comenzó a reprenderlo con furia y lo obligó a visitarla más a menudo. Como Babur explica: «Aunque yo no estaba mal dispuesto hacia ella (Aisha), sin embargo, siendo este mi primer matrimonio, por modestia y timidez, solía verla una vez en diez, quince o veinte días».
A pesar de todo, la timidez de Babur disminuyó cuando Aisha dio a luz a su primer hijo después de tres años de matrimonio: una niña llamada Fakhr-un-Nissa que nació en el año 1501 en Samarcanda, pero el bebé falleció al mes de vida o a los cuarenta días. Su muerte entristeció al rey, ya que sentía mucho apego por su primera hija. Aunque su relación ahora era mucho más cercana, parece ser que Aisha y su esposo se pelearon y se divorciaron antes del derrocamiento de Tashkent, en el año 1503. Babur afirmó que su esposa había sido engañada por medio de las maquinaciones de su hermana mayor, Rabiah Sultan Begum, quien la indujo a abandonar su casa.